# Melolontha javanica
Melolontha javanica är en skalbaggsart som beskrevs av Keith och Li 2005. Melolontha javanica ingår i släktet Melolontha och familjen Melolonthidae. Inga underarter finns listade i Catalogue of Life.